# Turyltsche
Turyltsche (ukrainisch Турильче; russisch Турильче/Turiltsche, polnisch Turylcze) ist ein Dorf im Rajon Tschortkiw der Oblast Ternopil im Westen der Ukraine.

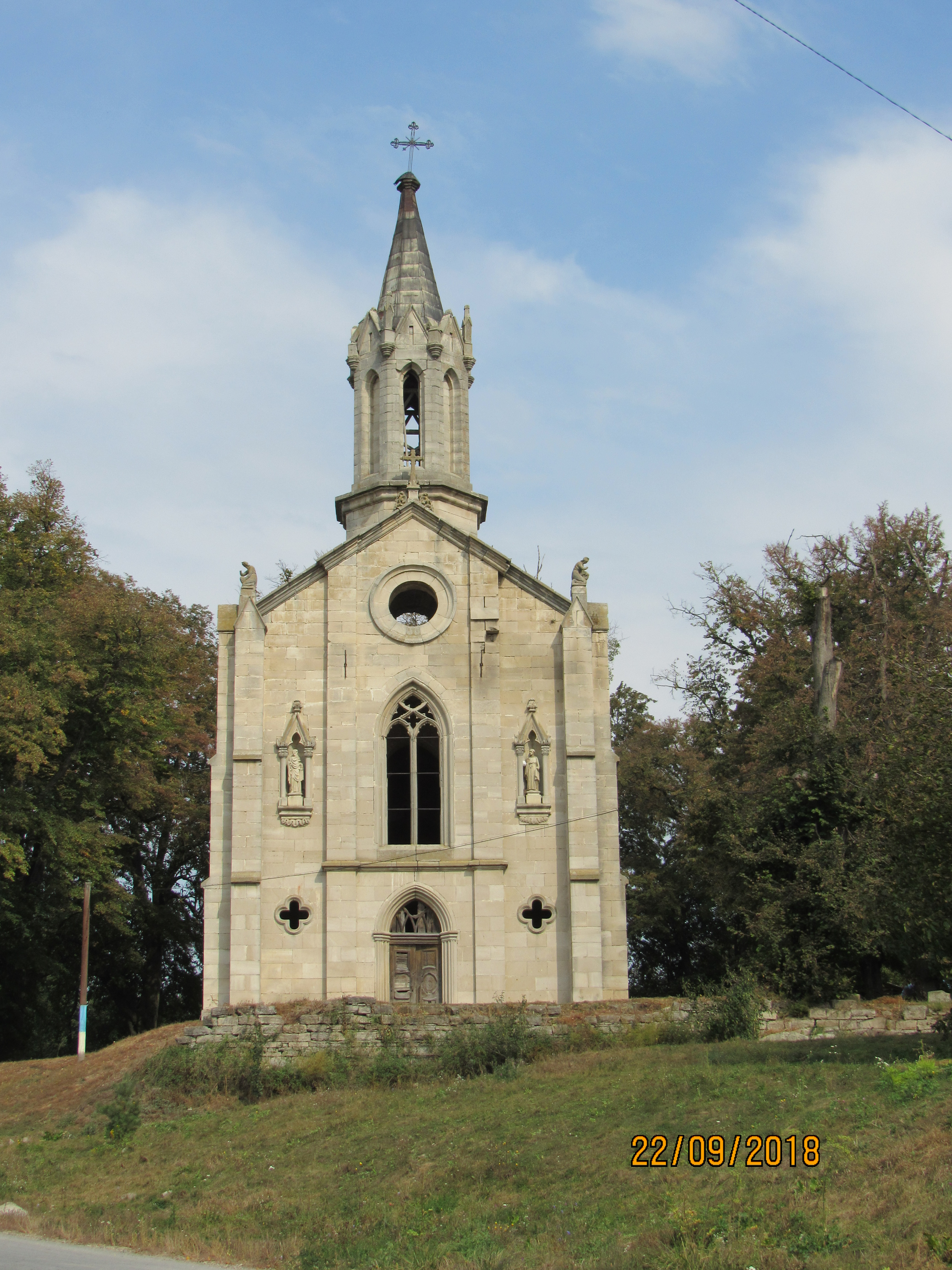
Kirche im Ort

Der Ort liegt etwa 97 Kilometer südöstlich der Oblasthauptstadt Ternopil und 12 Kilometer östlich der ehemaligen Rajonshauptstadt Borschtschiw westlich des Flusses Sbrutsch.
Am 17. Juli 2015 wurde das Dorf ein Teil der neugegründeten Siedlungsgemeinde Skala-Podilska (Скала-Подільська селищна громада/Skala-Podilska selyschtschna hromada), bis dahin bildete der Ort zusammen mit den Dörfern Pidpylypja (Підпилип'я) und Werbiwka (Вербівка) die gleichnamige Landratsgemeinde Turyltsche im Rajon Borschtschiw.
Seit dem 17. Juli 2020 ist sie ein Teil des Rajons Tschortkiw.
Der Ort wurde 1482 zum ersten Mal schriftlich erwähnt, lag zunächst in der Adelsrepublik Polen-Litauen, Woiwodschaft Podolien und kam 1772 als Turylcze zum damaligen österreichischen Kronland Galizien. Zwischen 1810 und 1815 war er kurzzeitig innerhalb des Tarnopoler Kreises ein Teil des Russischen Kaiserreiches und kam dann wieder in österreichische Hand, ab 1867 war er im Bezirk Borszczów eingegliedert. Ende 1898 erfolgte durch den Bau einer Eisenbahnstation an der heutigen Bahnstrecke Horischnja Wyhnanka–Iwane-Puste der Anschluss an das Eisenbahnnetz.
Nach dem Ende des Ersten Weltkrieges kam der Ort zur Polnischen Republik (in die Woiwodschaft Tarnopol, Powiat Borszczów, Gmina Turylcze), wurde im Zweiten Weltkrieg 1939 bis 1941 von der Sowjetunion und dann bis 1944 von Deutschland besetzt und hier in den Distrikt Galizien eingegliedert.
Nach dem Ende des Krieges wurde der Ort der Sowjetunion zugeschlagen, dort kam das Dorf zur Ukrainischen SSR und ist seit dem Zerfall der Sowjetunion 1991 ein Teil der unabhängigen Ukraine. Der bis dahin selbstständige Ort Słobódka Turylecka mit dem Ortsteil Puklaki wurde eingemeindet.